# Estanislau Felip i Monsonís
Estanislau Felip i Monsonís (Balaguer, 28 de febrer de 1953) és un empresari i polític català, senador a les Corts Espanyoles en la IV i V Legislatura i diputat al Parlament de Catalunya.

## Biografia
Ha estat cap de premsa de la Diputació de Lleida i regidor de l'ajuntament de Ponts per CiU el 1979-1983, vila de la que en fou escollit alcalde a les eleccions municipals espanyoles de 1995, 1999 i 2003.
Per la mateixa coalició fou escollit senador per la província de Lleida a les eleccions generals espanyoles de 1989 i 1993. Fou vocal de la Comissió Mixta pels Drets de la Dona al Senat d'Espanya.
Després fou diputat al Parlament de Catalunya a les eleccions de 1995. En 1998 fou vicepresident de la Comissió d'Estudi del Parlament de Catalunya sobre la Prevenció i l'Extinció dels Incendis Forestals. Va ser membre del consell d'administració de Caixa Catalunya.